# Corallina ferreyrai
Corallina ferreyrai E.Y. Dawson, Acleto & Foldvik, 1964  é o nome botânico  de uma espécie de algas vermelhas pluricelulares do gênero Corallina.
- São algas marinhas encontradas no Peru.

## Sinonímia
Não apresenta sinônimos.